# Stock Island
Stock Island es un lugar designado por el censo ubicado en el condado de Monroe en el estado estadounidense de Florida. En el Censo de 2010 tenía una población de 3.919 habitantes y una densidad poblacional de 720,2 personas por km².

## Geografía
Stock Island se encuentra ubicado en las coordenadas 24°33′50″N 81°44′23″O / 24.56389, -81.73972. Según la Oficina del Censo de los Estados Unidos, Stock Island tiene una superficie total de 5.44 km², de la cual 2.17 km² corresponden a tierra firme y (60.16%) 3.27 km² es agua.

## Demografía
Según el censo de 2010, había 3.919 personas residiendo en Stock Island. La densidad de población era de 720,2 hab./km². De los 3.919 habitantes, Stock Island estaba compuesto por el 79.1% blancos, el 17.22% eran afroamericanos, el 0.26% eran amerindios, el 0.33% eran asiáticos, el 0% eran isleños del Pacífico, el 1.15% eran de otras razas y el 1.94% pertenecían a dos o más razas. Del total de la población el 49.73% eran hispanos o latinos de cualquier raza.